# Scottish League Cup 2015-2016
La Scottish League Cup 2015-16 è stata la 70ª edizione della seconda più prestigiosa competizione ad eliminazione diretta della Scozia. A vincere la coppa è stato il Ross County, dopo aver battuto in finale l'Hibernian Football Club, riuscendo così a conquistare il loro primo trofeo.

## Squadre partecipanti
Tra parentesi la posizione in classifica nei rispettivi campionati della precedente stagione.

### Primo turno (30 squadre)
- 10 club della Scottish Championship 2014-2015
- 10 club della Scottish League One 2014-2015
- 10 club della Scottish League Two 2014-2015

-  Hearts (1ª - SC)
-  Hibernian (2ª - SC)
-  Rangers (3ª - SC)
-  Queen of the South (4ª - SC)
-  Falkirk (5ª - SC)
-  Raith Rovers (6ª - SC)
-  Dumbarton (7ª - SC)
-  Livingston (8ª - SC)
-  Alloa Athletic (9ª - SC)
-  Cowdenbeath (10ª - SC)
-  Greenock Morton (1ª - SLO)
-  Stranraer (2ª - SLO)
-  Forfar Athletic (3ª - SLO)
-  Brechin City (4ª - SLO)
-  Airdrieonians (5ª - SLO)

-  Peterhead (6ª - SLO)
-  Dunfermline (7ª - SLO)
-  Ayr Utd (8ª - SLO)
-  Stenhousemuir (9ª - SLO)
-  Stirling Albion (10ª - SLO)
-  Albion Rovers (1ª - SLT)
-  Queen's Park (2ª - SLT)
-  Arbroath (3ª - SLT)
-  East Fife (4ª - SLT)
-  Annan Athletic (5ª - SLT)
-  Clyde (6ª - SLT)
-  Elgin City (7ª - SLT)
-  Berwick Rangers (8ª - SLT)
-  East Stirlingshire (9ª - SLT)
-  Montrose (10ª - SLT)

### Secondo turno (22 squadre)
- 15 club vincitori del primo turno
- 7 club della Scottish Premiership 2014-2015 (quelli con il peggior piazzamento e non partecipanti a competizioni europee)

-  Dundee (6ª - SP)
-  Hamilton Academical (7ª - SP)
-  Partick Thistle (8ª - SP)
-  Ross County (9ª - SP)
-  Kilmarnock (10ª - SP)
-  Motherwell (11ª - SP)
-  St. Mirren (12ª - SP)

### Fase finale (16 squadre)
- 11 club vincitori del secondo turno
- 5 club di Scottish Premiership 2014-2015: le quattro squadre partecipanti a competizioni europee e la prima squadra nella classifica 2014-2015 non partecipante.

-  Celtic (1ª - SP)
-  Aberdeen (2ª - SP)
-  Inverness (3ª - SP)
-  St. Johnstone (4ª - SP)
-  Dundee Utd (5ª - SP)

## Calendario
| Turno            | Prima partita                |
| ---------------- | ---------------------------- |
| 1º turno         | 30-31 luglio/1-2 agosto 2015 |
| 2º turno         | 25-26 agosto 2015            |
| Ottavi di finale | 22-23 settembre 2015         |
| Quarti di finale | 27-28 ottobre 2015           |
| Semifinali       | 30-31 gennaio 2016           |
| Finale           | 13 marzo 2016                |

## Primo turno
Il sorteggio del primo turno è avvenuto il 6 luglio 2015 all'Hampden Park di Glasgow.
| Squadra 1       | Risultato       | Squadra 2          |
| --------------- | --------------- | ------------------ |
| 30 luglio 2015  |                 |                    |
| Hearts          | 4 – 2           | Arbroath           |
| 31 luglio 2015  |                 |                    |
| Falkirk         | 5 – 0           | East Stirlingshire |
| 1 agosto 2015   |                 |                    |
| Annan Athletic  | 3 – 4 (dts)     | Queen of the South |
| Ayr Utd         | 2 – 0           | Brechin City       |
| Berwick Rangers | 3 – 2 (dts)     | Alloa Athletic     |
| Dunfermline     | 5 – 1           | Cowdenbeath        |
| East Fife       | 1 – 1 (4-3 dcr) | Dumbarton          |
| Hibernian       | 3 – 0           | Montrose           |
| Livingston      | 1 – 0 (dts)     | Clyde              |
| Greenock Morton | 5 – 0           | Elgin City         |
| Queen's Park    | 0 – 2           | Forfar Athletic    |
| Raith Rovers    | 3 – 0           | Albion Rovers      |
| Stirling Albion | 0 – 1           | Airdrieonians      |
| Stranraer       | 2 – 0           | Stenhousemuir      |
| 2 agosto 2015   |                 |                    |
| Rangers         | 3 - 0           | Peterhead          |

## Secondo turno
Il sorteggio del secondo turno si è svolto il 3 agosto 2015 all'Hampden Park di Glasgow.
| Squadra 1          | Risultato   | Squadra 2           |
| ------------------ | ----------- | ------------------- |
| 25 agosto 2015     |             |                     |
| Dunfermline        | 3 – 1       | Dundee              |
| East Fife          | 1 – 3 (dts) | Motherwell          |
| Forfar Athletic    | 1 – 2 (dts) | Hearts              |
| Kilmarnock         | 4 – 1       | Berwick Rangers     |
| Partick Thistle    | 0 – 1       | Falkirk             |
| Queen of the South | 0 – 1       | Greenock Morton     |
| Raith Rovers       | 2 – 1       | Hamilton Academical |
| Ross County        | 2 – 0       | Ayr Utd             |
| St. Mirren         | 2 – 3       | Livingston          |
| 26 agosto 2015     |             |                     |
| Airdrieonians      | 0 – 5       | Rangers             |
| Hibernian          | 1 – 0       | Stranraer           |

## Ottavi di finale
Il sorteggio degli ottavi di finale ha avuto luogo il 28 agosto 2015 all'Hampden Park di Glasgow.
| Squadra 1         | Risultato   | Squadra 2     |
| ----------------- | ----------- | ------------- |
| 22 settembre 2015 |             |               |
| Dundee Utd        | 3 – 1 (dts) | Dunfermline   |
| Greenock Morton   | 3 – 2 (dts) | Motherwell    |
| Livingston        | 0 – 2       | Inverness     |
| Rangers           | 1 – 3       | St. Johnstone |
| Ross County       | 7 – 0       | Falkirk       |
| 23 settembre 2015 |             |               |
| Celtic            | 2 – 0       | Raith Rovers  |
| Hibernian         | 2 – 0       | Aberdeen      |
| Kilmarnock        | 2 – 3       | Hearts        |

## Quarti di finale
Il sorteggio dei quarti di finale si è svolto il 28 settembre 2015 all'Hampden Park di Glasgow.
| Squadra 1       | Risultato | Squadra 2     |
| --------------- | --------- | ------------- |
| 27 ottobre 2015 |           |               |
| Greenock Morton | 1 – 3     | St. Johnstone |
| Inverness       | 1 – 2     | Ross County   |
| 28 ottobre 2015 |           |               |
| Hearts          | 1 – 2     | Celtic        |
| 4 novembre 2015 |           |               |
| Hibernian       | 3 – 0     | Dundee Utd    |

## Semifinali
Il sorteggio delle semifinali è avvenuto il 9 novembre 2015 all'Hampden Park di Glasgow.
| Squadra 1       | Risultato | Squadra 2     |
| --------------- | --------- | ------------- |
| 30 gennaio 2016 |           |               |
| Hibernian       | 2 – 1     | St. Johnstone |
| 31 gennaio 2016 |           |               |
| Ross County     | 3 – 1     | Celtic        |

## Finale
| Arbitro: | Kevin Clancy |

|              |           |                        |
| Fontaine 45’ | Marcatori | 25’ Gardyne 90’ Schalk |

## Tabellone (dagli ottavi)
|  | Ottavi di finale      | Ottavi di finale      | Ottavi di finale |               |                 | Quarti di finale | Quarti di finale | Quarti di finale |  |  | Semifinali | Semifinali | Semifinali |  |  | Finale | Finale | Finale |  |
|  |                       |                       |                  |               |                 |                  |                  |                  |  |  |            |            |            |  |  |        |        |        |  |
|  | Hibernian             | Hibernian             | 2                |               |                 |                  |                  |                  |  |  |            |            |            |  |  |        |        |        |  |
|  | Hibernian             | Hibernian             | 2                |               |                 |                  |                  |                  |  |  |            |            |            |  |  |        |        |        |  |
|  | Aberdeen              | Aberdeen              | 0                |               |                 |                  |                  |                  |  |  |            |            |            |  |  |        |        |        |  |
|  | Aberdeen              | Aberdeen              | 0                |               | Hibernian       | Hibernian        | 3                |                  |  |  |            |            |            |  |  |        |        |        |  |
|  |                       |                       |                  |               | Hibernian       | Hibernian        | 3                |                  |  |  |            |            |            |  |  |        |        |        |  |
|  |                       |                       | Dundee Utd       | Dundee Utd    | 0               |                  |                  |                  |  |  |            |            |            |  |  |        |        |        |  |
|  | Dundee Utd (dts)      | Dundee Utd (dts)      | Dundee Utd       | Dundee Utd    | 0               | 3                |                  |                  |  |  |            |            |            |  |  |        |        |        |  |
|  | Dundee Utd (dts)      | Dundee Utd (dts)      |                  |               |                 |                  |                  |                  |  |  |            |            |            |  |  |        |        |        |  |
|  | Dunfermline           | Dunfermline           | 1                |               |                 |                  |                  |                  |  |  |            |            |            |  |  |        |        |        |  |
|  | Dunfermline           | Dunfermline           | 1                |               | Hibernian       | Hibernian        | 2                |                  |  |  |            |            |            |  |  |        |        |        |  |
|  |                       |                       |                  |               |                 |                  |                  |                  |  |  |            |            |            |  |  |        |        |        |  |
|  |                       |                       | St. Johnstone    | St. Johnstone | 1               |                  |                  |                  |  |  |            |            |            |  |  |        |        |        |  |
|  | Greenock Morton (dts) | Greenock Morton (dts) | St. Johnstone    | St. Johnstone | 1               | 3                |                  |                  |  |  |            |            |            |  |  |        |        |        |  |
|  | Greenock Morton (dts) | Greenock Morton (dts) |                  |               |                 |                  |                  |                  |  |  |            |            |            |  |  |        |        |        |  |
|  | Motherwell            | Motherwell            | 2                |               |                 |                  |                  |                  |  |  |            |            |            |  |  |        |        |        |  |
|  | Motherwell            | Motherwell            | 2                |               | Greenock Morton | Greenock Morton  | 1                |                  |  |  |            |            |            |  |  |        |        |        |  |
|  |                       |                       |                  |               | Greenock Morton | Greenock Morton  | 1                |                  |  |  |            |            |            |  |  |        |        |        |  |
|  |                       |                       | St. Johnstone    | St. Johnstone | 3               |                  |                  |                  |  |  |            |            |            |  |  |        |        |        |  |
|  | Rangers               | Rangers               | St. Johnstone    | St. Johnstone | 3               | 1                |                  |                  |  |  |            |            |            |  |  |        |        |        |  |
|  | Rangers               | Rangers               |                  |               |                 |                  |                  |                  |  |  |            |            |            |  |  |        |        |        |  |
|  | St. Johnstone         | St. Johnstone         | 3                |               |                 |                  |                  |                  |  |  |            |            |            |  |  |        |        |        |  |
|  | St. Johnstone         | St. Johnstone         | 3                |               | Hibernian       | Hibernian        | 1                |                  |  |  |            |            |            |  |  |        |        |        |  |
|  |                       |                       |                  |               |                 |                  |                  |                  |  |  |            |            |            |  |  |        |        |        |  |
|  |                       |                       | Ross County      | Ross County   | 2               |                  |                  |                  |  |  |            |            |            |  |  |        |        |        |  |
|  | Livingston            | Livingston            | Ross County      | Ross County   | 2               | 0                |                  |                  |  |  |            |            |            |  |  |        |        |        |  |
|  | Livingston            | Livingston            |                  |               |                 |                  |                  |                  |  |  |            |            |            |  |  |        |        |        |  |
|  | Inverness             | Inverness             | 2                |               |                 |                  |                  |                  |  |  |            |            |            |  |  |        |        |        |  |
|  | Inverness             | Inverness             | 2                |               | Inverness       | Inverness        | 1                |                  |  |  |            |            |            |  |  |        |        |        |  |
|  |                       |                       |                  |               | Inverness       | Inverness        | 1                |                  |  |  |            |            |            |  |  |        |        |        |  |
|  |                       |                       | Ross County      | Ross County   | 2               |                  |                  |                  |  |  |            |            |            |  |  |        |        |        |  |
|  | Ross County           | Ross County           | Ross County      | Ross County   | 2               | 2                |                  |                  |  |  |            |            |            |  |  |        |        |        |  |
|  | Ross County           | Ross County           |                  |               |                 |                  |                  |                  |  |  |            |            |            |  |  |        |        |        |  |
|  | Ayr Utd               | Ayr Utd               | 0                |               |                 |                  |                  |                  |  |  |            |            |            |  |  |        |        |        |  |
|  | Ayr Utd               | Ayr Utd               | 0                |               | Ross County     | Ross County      | 3                |                  |  |  |            |            |            |  |  |        |        |        |  |
|  |                       |                       |                  |               |                 |                  |                  |                  |  |  |            |            |            |  |  |        |        |        |  |
|  |                       |                       | Celtic           | Celtic        | 1               |                  |                  |                  |  |  |            |            |            |  |  |        |        |        |  |
|  | Kilmarnock            | Kilmarnock            | Celtic           | Celtic        | 1               | 2                |                  |                  |  |  |            |            |            |  |  |        |        |        |  |
|  | Kilmarnock            | Kilmarnock            |                  |               |                 |                  |                  |                  |  |  |            |            |            |  |  |        |        |        |  |
|  | Hearts                | Hearts                | 3                |               |                 |                  |                  |                  |  |  |            |            |            |  |  |        |        |        |  |
|  | Hearts                | Hearts                | 3                |               | Hearts          | Hearts           | 1                |                  |  |  |            |            |            |  |  |        |        |        |  |
|  |                       |                       |                  |               | Hearts          | Hearts           | 1                |                  |  |  |            |            |            |  |  |        |        |        |  |
|  |                       |                       | Celtic           | Celtic        | 2               |                  |                  |                  |  |  |            |            |            |  |  |        |        |        |  |
|  | Celtic                | Celtic                | Celtic           | Celtic        | 2               | 2                |                  |                  |  |  |            |            |            |  |  |        |        |        |  |
|  | Celtic                | Celtic                |                  |               |                 |                  |                  |                  |  |  |            |            |            |  |  |        |        |        |  |
|  | Raith Rovers          | Raith Rovers          | 0                |               |                 |                  |                  |                  |  |  |            |            |            |  |  |        |        |        |  |